# Powwow
Een powwow is een traditie die bestaat binnen vele gemeenschappen van de inheemse bevolking van de Verenigde Staten en de First Nations van Canada. Het is een feestelijke ceremonie waarbij de oorspronkelijke bewoners bijeenkomen om te dansen en zingen en om muziek te maken. Het doel is om de traditie te bewaren voor volgende generaties. Daarnaast is het ook een ontmoetingsbijeenkomst en een gelegenheid om feest te vieren.